# Giornata internazionale dell'aborto sicuro
Il 28 settembre è la giornata internazionale dell'aborto sicuro.

## Storia
Il giorno fu celebrato per la prima volta come giornata di azione per la depenalizzazione dell'aborto in America Latina e nei Caraibi nel 1990, su iniziativa di "Campaña 28 Septiembre", una rete regionale di gruppi di attivisti che lottano per offrire alle donne un aborto sicuro nella regione.
Nel 2011, il Women's Global Network for Reproductive Rights (WGNRR, Rete mondiale delle donne per i diritti riproduttivi) dichiarò il 28 settembre come giornata internazionale. L'anno successivo l'International campaign for women's right to safe adottò la giornata internazionale come una delle sue attività focali, dandole così notevole impulso a livello internazionale. Nei due anni che seguirono furono organizzate circa 100 azioni in circa 65 Paesi.
Il nome della giornata fu cambiato in "International Safe Abortion Day" nel 2015, anno in cui furono organizzate 83 manifestazioni in 47 paesi da ONG e attivisti a livello nazionale, regionale e internazionale. In quell'anno si fece ufficialmente richiesta all'Organizzazione delle Nazioni Unite di adottarlo come giorno ufficiale. Nel 2016 un gruppo di esperti delle Nazioni Unite ha fatto un appello ufficiale affinché tutti gli ostacoli a un aborto sicuro fossero tolti.
Benché non sia stata adottata ufficialmente dalle Nazioni Unite il 28 settembre è diventata una giornata simbolo e viene spesso scelta dagli attivisti per manifestare in favore sia della richiesta di un aborto sicuro sia per la sua effettiva applicazione.